# Paisatge
|  | Per a altres significats, vegeu «Paisatge (geografia)». |

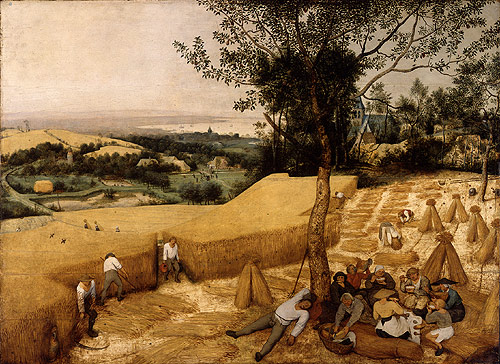
Pieter Brueghel el Vell, Els recol·lectors, 1565: Pau i agricultura en un paisatge ideal preromàntic, sense terrors sublims

El paisatge és el gènere pictòric on es representa un conjunt visual natural o urbà. El cel acostuma a estar inclòs en la selecció realitzada per l'artista, la llum i els fenòmens naturals poden esdevenir el motiu de l'obra; el pintor pot centrar el seu interès en el mateix paisatge o utilitzar-lo com fons.

## Història

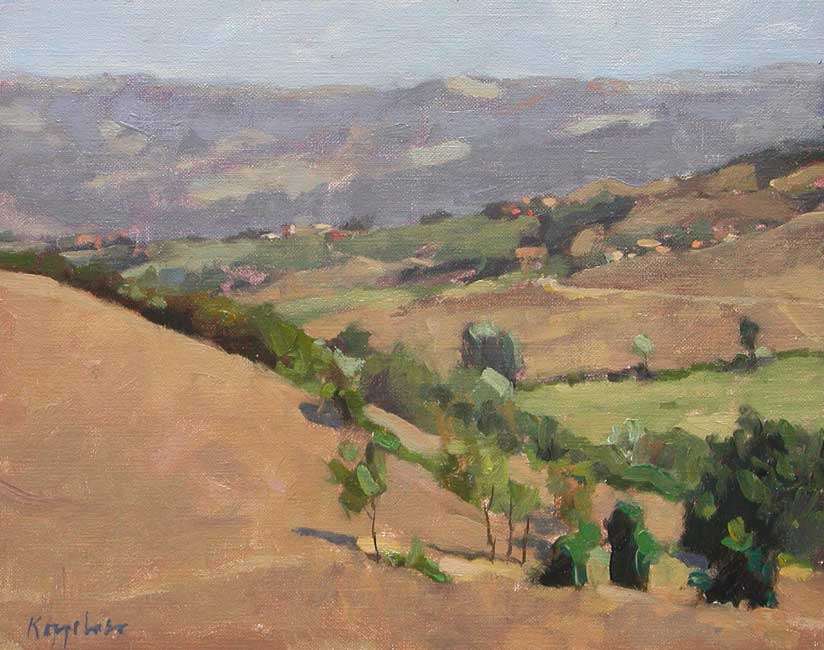
Frans Koppelaar, Paisatge prop de Bologna, 2001: Paisatge pintat en-plein-air

En el segle i aC, els frescos romans de cambres decorades amb paisatges han estat preservats a Pompeia i Herculà. Tradicionalment, l'art de paisatges pinta la superfície de la terra, però hi ha altres tipus de paisatges, com els que se centren en la lluna, per exemple.
Al començament del Segle XV, la pintura de paisatges es va establir definitivament com un gènere a Europa, com una distracció per a l'activitat humana, sovint expressada en un tema religiós, com en els temes de Descans en el Vol a Egipte, Viatge del Mag o San Jerònim al Desert.
Més formalment, l'Acadèmia francesa va reconèixer el «paisatge» com a gènere el 1817, i el 1824 a París es produeix una exposició amb pintors anglesos fonamentals com Turner i Constable, qui havia desenvolupat una pintura conceptualment naturalista però d'un fort contingut realista a les seves vistes de les valls angleses.
Les panoràmiques amb paisatges, el verd en combinació amb els colors terra o el motius dels arbres varen ser l'objecte dels pintors francesos d'aquest període seguidors de Théodore Rousseau que s'engloben en l'escola de Barbizon, entre els quals destaquen Jean-François Millet, amb un naturalisme moderat després del qual es derivaria un interès a la recerca de la llum i l'atmosfera del paisatge, del que serien exponent les obres de Dubigny i Corot.
Lluny de la visió neoclàssica dels paisatges històrics, els pintors de Barbizon componien escenes simbòliques i líriques, un estil similar al paisatgisme holandès i al belga. En el Saló de Brussel·les de 1836 va destacar Théodore Fourmois amb una pintura dominada per un naturalisme sense figures humanes ni edificacions. Aquest estil influirà en els seus deixebles Jean Kindermans, Alfred de Knyff o Joseph Quinaux, qui seria mestre de Carlos de Haes, futur impulsor del moviment plenairista de Madrid.

### Paisatgisme a Espanya
A Espanya l'interès pel moviment es formalitza amb la creació de la càtedra de paisatge a la Reial Acadèmia de Belles Arts de San Fernando el 14 de maig de 1844. El seu primer professor va ser Jenaro Pérez Villaamil i va tenir una perspectiva romàntica, seguint la visió que ja es tenia d'Espanya des de l'exterior i que havien difós pintors estrangers com Edward Franke Locker que va escriure Views in Spain el 1824 i David Roberts amb una col·lecció de gravats publicada el 1837. Seguint l'exemple d'aquest darrer, Francesc Xavier Parcerisa va realitzar un conjunt de dibuixos de monuments recollits a Recuerdos y bellezas de España publicat a Madrid el 1839, en línia amb una publicació de Villaamil anomenada España Artística y Monumental.
Aquesta vessant de l'estil centrat en runes i catedrals medievals resulta potenciada amb l'interès de nous compradors, especialment a Madrid i Sevilla. Dins d'aquest bloc es poden diferenciar tres corrents d'influència: la britànica, que impulsarà Villaamil, la francesa, de la mà d'Antonio Brugada i la nòrdica amb Vicente Camarón i Fernando Ferrant, qui va ocupar la càtedra de paisatge a la mort de Villaamil el 1854. Però només dos anys més tard també mor Ferrant i la càtedra se la disputen Camarón i Carlos de Haes qui finalment guanyaria la plaça amb l'obra Una vista del Palacio Real desde la Casa de Campo.

#### Els plenairistes
Carlos de Haes (Busel·les, 1829 - Madrid, 1898) s'havia introduït al paisatgisme al seu país de la mà de Joseph Quinaux entre 1850-1855. El 1856 va guanyar la càtedra de paisatge de Madrid i inicià una sèrie de pintures del Monestir de Piedra realitzada en contacte directe amb la natura. Segons ell, 
| « | Només amb el profund coneixement de la natura aconsegueix el paisatgista arribara a produir quelcom bell. | » |

El seu naturalisme no és totalment realista, sinó humanitzat, però distant de l'Impressionisme, un moviment que rebutja frontalment, tot i compartir un aspecte fonamental: la pintura plein air.
Des de la seva càtedra impulsà la seva visió del contacte directe amb la natura organitzant sortides estivals a Normandia, Bretanya i els Picos de Europa amb els seus alumnes entre els que hi figuren destacats pintors del moviment conegut com a Plenairistes de Haes, com ara Jaume Morera i Galícia, Casimiro Sainz, Darío de Regoyos, Aureliano de Beruete, Juan Espina o Agustín Lhardy.

#### L'escola d'Olot

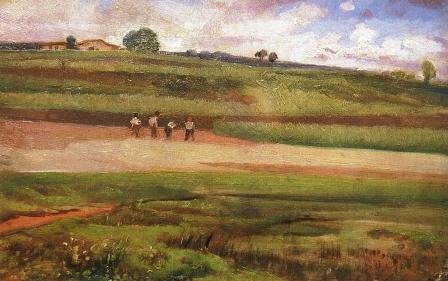
Paisatge pintat per Joaquim Vayreda, obra conservada a la Biblioteca Museu Víctor Balaguer

A la pintura catalana el paisatgisme ha estat un dels gèneres més preferits pel públic des del segle xix, i aparegueren grans noms com Lluís Rigalt, Ramon Martí i Alsina, Joaquim Vayreda, Josep Olivet Legares i molts més, que donen un caràcter especial a l'art català.

## Subgèneres
- Paisatges estel·lars o paisatges nuvolosos són representacions de núvols, formacions del clima i condicions atmosfèriques.
- Paisatges lunars mostren paisatges de la visió de la lluna des de la terra.
- Marines dibuixos d'oceans o platges.
- Paisatges de rius pintures sobre rius o rierols.
- Paisatges urbans mostra ciutats.
- Paisatges eteris a atmosfèrics (o simplement aeris) mostren la superfície o sòl des de dalt, especialment des d'aeroplans o naus espacials. Aquest gènere pot ser combinat amb uns altres, com en l'art eteri de Geòrgia O'Keeffe, Nancy Greus o el de Yvone Jacquette.
- Paisatges interiors són composicions semblants als paisatges (comunament surrealistes o abstractes) que busquen expressar la visió psicoanalítica de la ment com un espai tridimensional.

## Escoles paisatgistes
- Escola de Barbizon
- Escola d'Olot
- Plenairistes de Haes
- Escola d'Anvers
- Escola Americana de Barbizon
- Escola Riu Hudson
- A plein air
- Shanshui
- Veduta
- Art Muntanya Blanca
- Perspectiva aèria